# 2018년 8월 5일 롬복섬 지진
2018년 8월 롬복섬 지진(인도네시아어: Gempa bumi Lombok Agustus 2018)은 8월 5일 인도네시아 롬복섬에서 발생한 모멘트 규모 6.9의 지진이다.
규모 M6.4의 7월 롬복섬 지진으로 20명이 사망, 1만 명 이상이 대피한지 이레만에 발생하였다.

## 같이 보기
- 2018년 지진
- 인도네시아의 지진 목록